# جوشوا كوشنر
جوشوا كوشنر (بالإنجليزية: Joshua Kushner)‏ هو خبير مالي وشخصية أعمال أمريكي، ولد في 12 يونيو 1985 في ليفنجستون ‏ في الولايات المتحدة.